# Eysturtindur
L'Eysturtindur és una muntanya de 714 metres, segon punt més alt de l'Illa de Vágar a les illes Fèroe.